# Yves Finzetto
Yves Carneiro Finzetto (São Paulo, 6 de janeiro de 1983) é um instrumentista, advogado e produtor cultural brasileiro. Ao lado da também instrumentista Roberta Valente, venceu três prêmios ProAC com o projeto Panorama do Choro Paulistano Contemporâneo.

## Carreira
Yves Carneiro Finzetto formou-se em Letras: Português-Espanhol, pela Universidade de São Paulo (USP). Obteve diploma de Mestrado em Estudos Culturais pela Escola de Artes, Ciências e Humanidades da Universidade de São Paulo (EACH-USP), em 2017, com a dissertação intitulada "Difusão da cultura brasileira no exterior: a Divisão de Operações de Difusão Cultural do Itamaraty no governo Lula".
Como instrumentista, Yves iniciou seus estudos musicais em 2003, no Centro de Estudos Musicais Tom Jobim, na cidade de São Paulo. Teve aulas com Ari Colares, Alexandre Biondi, Guello e Vinícius Barros.
Ao pandeiro, Yves apresentou-se com artistas como Alessandro Penezzi, Zé Barbeiro, Euclides Marques, Luizinho 7 Cordas, Luis Nassif, Milton Mori, Cida Moreira, Dona Inah, João Poleto, Charles da Flauta, Alexandre Ribeiro, Nailor Proveta, e Silvério Pontes.

Junto com Roberta Valente, idealizou o projeto Panorama do Choro Contemporâneo Paulistano, realizado por um sexteto de base, que gravou 16 músicas inéditas escritas por importantes compositores de choro de São Paulo. Os compositores também participaram cada qual da gravação de sua música.
| “               | Porque nós, que adoramos e sempre tocamos os clássicos como Jacob e Pixinguinha, também víamos que ao mesmo tempo os músicos jovens que trabalhavam e tocavam aqui na capital tinham muitas músicas. Grandes pérolas e composições maravilhosas! | ” |
| — Yves Finzetto | |   |

Os compositores escolhidos para o projeto foram: Alessandro Penezzi, Arnaldinho, Danilo Brito, Edmilson Capelupi, Edson José Alves, Everson Pessoa, Luizinho 7 Cordas, Israel Bueno de Almeida, Izaias Bueno de Almeida, João Poleto, Laércio de Freitas, Milton Mori, Nailor Azevedo (Proveta), Ruy Weber, Thiago França, Toninho Ferragutti e Zé Barbeiro. O sexteto foi formado por: Roberta Valente (na percussão), Yves Finzetto (na percussão), Gian Correa (no violão de 7 cordas), Henrique Araújo (no cavaquinho e no bandolim), João Poleto (no sax e na flauta), e Alexandre Ribeiro (no clarinete e no clarone). Yves Finzetto e Roberta Valente percorreram algumas cidades apresentando as obras gravadas durante o projeto. Além disso, o grupo se apresentou na TV Cultura.
Como advogado, em conjunto com Leandro Bauch, Yves abriu uma ação na justiça em nome de Deni Domenico, solicitando que os apps de streaming (YouTube Music e Napster) mostrassem informação sobre autoria em suas cinco músicas. Nos dois casos, o juiz decidiu que as platformas eram obrigadas a dar os créditos sob pena de multa diária de R$ 1 mil.
Em 2022, foi selecionado como Consultor Legislativo - AL - na área de Desporto e Cultura, do Senado Federal do Brasil.

## Prêmios
- 2008 - Prêmio ProAC, da Secretaria de Estado da Cultura de São Paulo, na categoria "Gravação de Disco Inédito"[6]
- 2009 - Prêmio ProAC, da Secretaria de Estado da Cultura de São Paulo, na categoria "Circulação de Shows Musicais"[6]

## Atuação
- 2005-2007 - Membro do Abaçaí Cultura e Arte[4]
- 2016 - Diretor do Clube do Choro[20][7]
- 2020 - Representante do Fórum de Emergência Cultural Capital SP[21]

## Discografia
- 2009 - Panorama do Choro Paulistano Contemporâneo - volume 1[22]
- 2015 - Panorama do Choro Paulistano Contemporâneo - volume 2[22][23]
- 2020 - Panorama do Choro Paulistano Contemporâneo - DVD[24][25]